# Patrizia Pellegrino
Patrizia Pellegrino (Torre Annunziata, 28 luglio 1962) è un'attrice, showgirl, cantante e conduttrice televisiva italiana.

## Biografia

### Gli esordi
Debutta a 15 anni al cinema, nel 1977, in Onore e guapparia di Tiziano Longo. In televisione, debutta su TRM Televisione Radio del Mezzogiorno di Matera come valletta nella trasmissione Scoprifuoco condotta dal Dj Gigi Marziali. Successivamente, appare in TV accanto a Peppino di Capri in Odeon. Tutto quanto fa spettacolo e viene scelta da Luca De Filippo come protagonista della fiction Petrosinella. In questi anni, ha posato nuda per diverse riviste erotiche tra le quali Playboy e Playmen.

### Anni Ottanta e Novanta
Nel corso degli anni Ottanta è conduttrice televisiva di diversi programmi per le reti Rai, tra cui: Chewing gum show insieme a Maurizio Micheli, Night and Day, Chi tiriamo in ballo e Il piacere dell'estate. Parallelamente alla carriera televisiva, recita in diverse pellicole cinematografiche e serie televisive. Dalla fine degli anni ottanta si dedica principalmente al teatro, dove può recitare in ruoli più impegnati. 
Nel 1991 conduce le puntate pomeridiane del Cantagiro su Rai 2. Dal 1993 affianca Osvaldo Bevilacqua nella conduzione del programma Sereno variabile. 

### Anni duemila
Dopo aver incassato un buon successo con la pièce di Sandro Mayer Bivio d'amore, nell'autunno del 2004 partecipa alla seconda edizione del reality show L'isola dei famosi, venendo eliminata nel corso della settima puntata con il 43% dei voti. Nel 2010 conduce Botteghe e mestieri sul canale satellitare Leonardo.. Torna alla conduzione nel 2019, conducendo per il canale Marcopolo il reality show Una cabina per due. Nell'inverno del 2021 prende parte come concorrente alla sesta edizione del Grande Fratello VIP.
Nel novembre 2024 è la conduttrice del programma Viaggi diVini, trasmesso in streaming su Mediaset Infinity. Dal 22 marzo 2025 partecipa come concorrente al talent show di Rai 1 Ne vedremo delle belle.

### Attività canora
Come altri personaggi televisivi degli anni ottanta ha inciso alcuni dischi, soprattutto sigle televisive. Inizia la sua attività musicale nel 1981 lanciata da Corrado con la sigla Beng!!! del programma televisivo Gran Canal: il brano viene pubblicato come singolo ottenendo un discreto successo commerciale, arrivando alla diciannovesima posizione della classifica di vendita stilata dalla rivista Musica e dischi. Negli anni successivi pubblica diversi singoli, tra cui la celebre Matta-ta, un EP (Chiamami Patrizia nel 1986) e due album discografici (Patrizia Pellegrino nel 1994 e Patrizia è nel 2005, album di cover di celebri canzoni napoletane).

### Vita privata
Ha avuto quattro figli dall'ex marito Pietro Antisari Vittori: Tommaso, Arianna, Riccardo (deceduto a 10 giorni di vita) e Gregory, adottato in Russia, la cui vicenda è documentata nel libro autobiografico Per avere Gregory. Il 28 maggio 2005 si è sposata con l'imprenditore Stefano Todini, da cui però si è separata nel 2013. Si professa cattolica.

## Filmografia

### Cinema
- Onore e guapparia, regia di Tiziano Longo (1977)
- Italian Boys, regia di Umberto Smaila (1982)
- Se tutto va bene siamo rovinati, regia di Sergio Martino (1984)
- Dance Music, regia di Vittorio De Sisti (1984)
- Vacanze d'estate, regia di Ninì Grassia (1985)
- Final Justice, regia di Greydon Clark (1985)
- I divertimenti della vita privata, regia di Cristina Comencini (1990)
- Come le formiche, regia di Ilaria Borrelli (2007)
- Ti stramo - Ho voglia di un'ultima notte da manuale prima di tre baci sopra il cielo, regia di Pino Insegno e Gianluca Sodaro (2008)
- Linea di Konfine, regia di Fabio Massa (2008)
- Viva l'Italia, regia di Massimiliano Bruno (2012)
- Le grida del silenzio, regia di Alessandra Carlesi (2018)
- La quattordicesima domenica del tempo ordinario, regia di Pupi Avati (2023)

#### Televisione
- Ferragosto OK, regia di Sergio Martino – film TV (1986)
- Caccia al ladro d'autore – miniserie TV, episodio Il calice di Murano (1986)
- Provare per credere, regia di Sergio Martino – film TV (1987)
- A cena col vampiro, regia di Lamberto Bava – film TV (1988)
- A che servono gli uomini?, regia di Pietro Garinei – film TV (1989)
- La storia spezzata – film TV (1991)
- Pazza famiglia 2 – miniserie TV (1996)
- Con gli occhi dell'assassino, regia di Corrado Colombo – film TV (2001)
- Tutti i sogni del mondo – miniserie TV (2003)
- Don Matteo – serie TV, episodio 4x21 (2004)
- Baciati dall'amore – miniserie TV (2011)
- Il bambino cattivo, regia di Pupi Avati – film TV (2013)
- Le indagini di Lolita Lobosco – serie TV, 2 episodi (2024)

## Teatro
- A che servono gli uomini, regia di Pietro Garinei (1989)
- Foto di gruppo con gatto, regia di Pietro Garinei (1992)
- Morto un papa, con Fiorenzo Fiorentini (1994)
- Posso ridere anch'io (1996)
- Pare però (1996)
- Bambole non c'è una lira, regia di Romolo Siena (1998)
- Quando la moglie è in vacanza (1999)
- Messaggini all'arsenico, regia di Pier Francesco Pingitore (2006)
- Sesso e gelosia, regia di Carlo Alighiero (2006)
- Baciami, stupido!, di Anna Bonacci, regia di Ennio Coltorti (2007)
- La capannina, di André Roussin, regia di Ennio Coltorti (2008)
- Follie del cafè chantant (2009)
- Un'ora senza televisione, regia di Gianluca Ramazzotti musiche originali di Gianluca John Attanasio (2010)
- Due scapoli e una bionda, di Neil Simon, regia di Ennio Coltorti (2010)
- L'aria del continente, con Enrico Guarneri (2010)
- La scuola delle mogli, con Enrico Guarneri (2011)
- L'avaro, con Enrico Guarneri (2016)
- Ricette d'amore, di Cinzia Berni, regia di Diego Ruìz (2019-2020)
- Sexy e indecise di Mauro Graiani, regia di Cinzia Berni (2022)
- La Venexiana, regia di Cinzia Berni (2023)
- Ho scelto di sorridere - Manuale di sopravvivenza per donne di ogni età, testo e regia di Patrizia Pellegrino (dal 2025)

## Programmi televisivi
- Odeon. Tutto quanto fa spettacolo (Rete 2, 1978) Valletta
- Scoprifuoco (Televisione Radio del Mezzogiorno, 1981) Valletta
- Gran Canal (Rete 2, 1981) Valletta
- Chewing gum show (Rai 2, 1983)
- Night and Day (Rai 1, 1986-1987)
- Chi tiriamo in ballo (Rai 2, 1986-1988)
- Il piacere dell'estate (Rai 2, 1988)
- Club 92 (Rai 2, 1990-1991)
- Cantagiro (Rai 2, 1991)
- Sereno variabile (Rai 2, 1993-1995, 2002)
- Comunque chic... (Rai 3, Cinquestelle 1996-1998)
- La vita in diretta (Rai 1, 2002-2005) Opinionista
- L'isola dei famosi (Rai 2, 2004) Concorrente
- Il circo per l'estate (Rete 4, 2005)
- Botteghe e mestieri (Leonardo, 2010)
- Una cabina per due (Marcopolo, 2019)
- Grande Fratello VIP (Canale 5, 2021) Concorrente
- Karpe diem - La tua occasione (GO-TV, 2024) Giurata
- Viaggi diVini (Mediaset Infinity, 2024)
- Ne vedremo delle belle (Rai 1, 2025) Concorrente

## Discografia

### Album in studio
- 1994 – Patrizia Pellegrino
- 2005 – Patrizia è

### EP
- 1986 – Chiamami Patrizia (Interbeat, INQ 852) (12")

### Singoli
- 1981 – Beng!!!/Automaticamore (CGD, 10322) (7")
- 1982 – Matta-Ta/Musica spaziale (CGD, 10367) (7")
- 1983 – Scusa ma ti amo/Il mondo da una nuvola (Fonit Cetra, SP 1798) (7")
- 1987 – New Magic/New Magic (Istrumental version) (Pipol Record, PNP 672) (7")
- 1991 – Sophia/Let's dance (Ricordi, SRL 11121) (7")
- 2015 - Matta ta (2015 version) (MuuStudios - Rekon - Sugar)
- 2024 - Sempre pazzo 'e te (con Nello Fiorillo)

### Videoclip
- 2021 - Matta ta
- 2024 - Sempre pazzo 'e te

## Libri
- Per avere Gregory - Nel mondo dell'adozione, Mursia, 1997.
- Ho scelto di sorridere, Frascati & Serradifalco, 2023.